# Costa tropical
 (juillet 2025).
Si vous disposez d'ouvrages ou d'articles de référence ou si vous connaissez des sites web de qualité traitant du thème abordé ici, merci de compléter l'article en donnant les références utiles à sa vérifiabilité et en les liant à la section « Notes et références ».
 (mars 2025).
Cet article concerne la région naturelle. Pour la comarque homonyme, voir Costa Granadina.
La costa tropical (signifiant la « côte tropicale ») est une dénomination espagnole utilisée pour décrire la partie du littoral Ouest de la côte grenadine qui bénéficie du climat le plus doux d'Europe continentale. La Costa Tropical se situe entre la Costa del sol à l'ouest et la Costa de Almería (es) à l'est. Elle s'étend sur une quarantaine de kilomètres entre Nerja à l'ouest et Motril à l'est.
Sa capitale est Motril (59 000 habitants en 2023) et les villes principales sont Almuñécar (27 000 habitants en 2023), Nerja (22 000 habitants) et Salobreña (12 000 habitants).

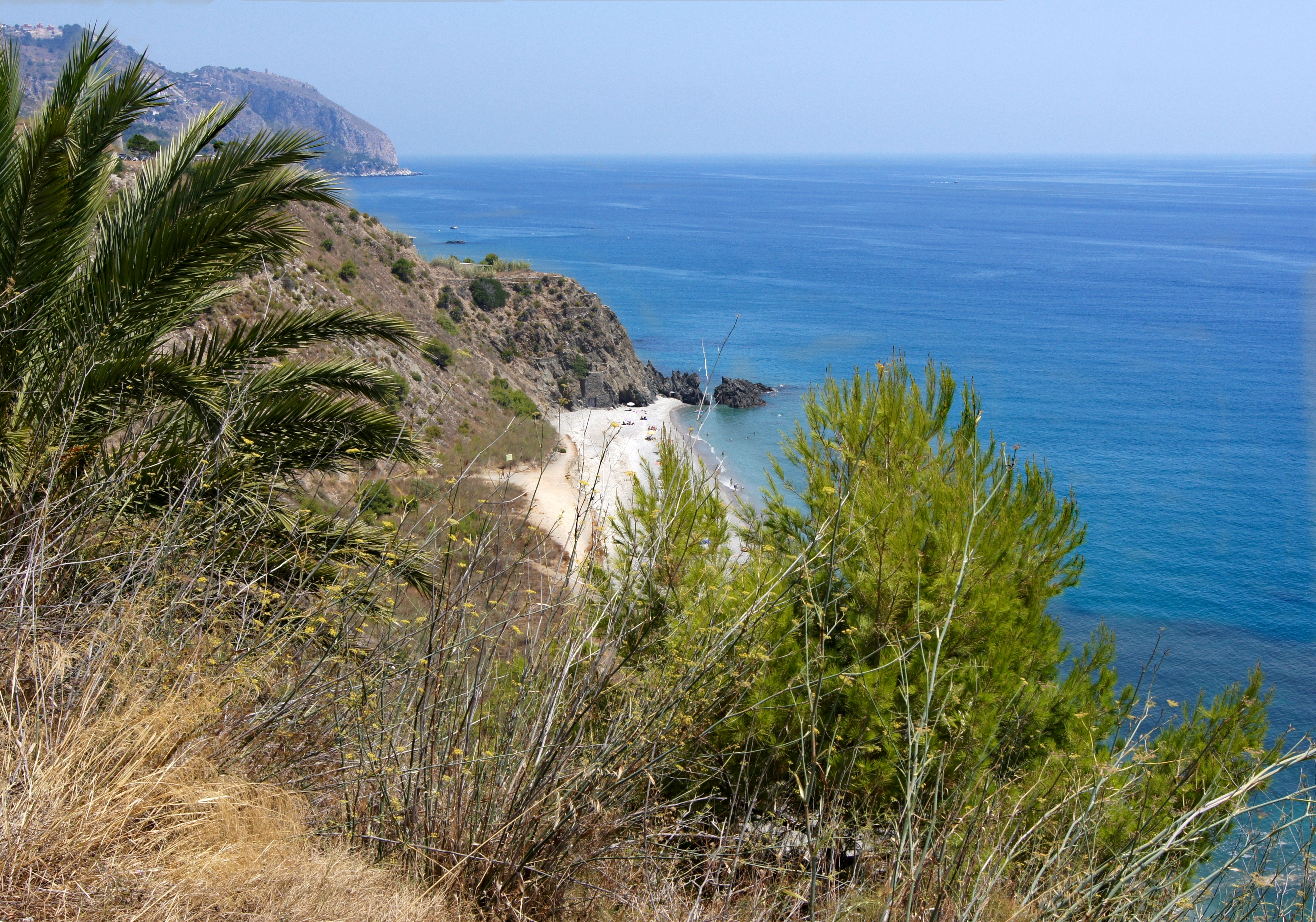
Vue de la Costa tropical.

## Climat
La zone à l'est de Malaga connaît un climat de savane tropicale, moins sèche et plus luxuriante que les zones environnantes. En effet, la chaîne de montagnes de la Sierra Nevada (Espagne) qui sert de toile de fond à la Costa Granadina reçoit plus de pluie et alimente ainsi la région en irrigation abondante. Ce même fond de montagne offre un abri contre les vents du nord et crée un microclimat agréable composé d'hivers très doux et d'étés doux par rapport à l'intérieur de l'Espagne, avec des différences de température de 10 °C (18 °F) par rapport à la zone de l'autre côté des montagnes – il peut donc faire 38 °C (100 °F) un jour d'été dans la ville de Grenade et seulement environ 28 °C (82 °F) sur la Costa tropical. En hiver, il peut neiger à Grenade et faire environ 17 °C (63 °F) sur la Costa tropical.
La Costa tropical, avec plus de 320 jours de soleil et plus de 3 000 heures de soleil par an, présente un microclimat inhabituel, à la limite du climat subtropical. La chaîne de montagnes Sierra Nevada (Espagne) protège cette côte des vents froids du nord grâce à l'effet de foehn qui crée un microclimat subtropical sans gel avec des températures hivernales très douces.  La température annuelle moyenne varie entre 18 et 20 degrés : tandis que les étés sont chauds, oscillant avec des maximums entre 27 et 31 degrés, les hivers sont très doux, avec des maximums entre 17 et 19 degrés et des minimums entre 10 et 12 degrés, avec des précipitations annuelles de  environ 500 mm/an (cependant, Motril a un climat semi-aride chaud (BSh) en raison de ses faibles précipitations annuelles 378,9 mm).

## Agriculture
Les conditions climatiques de la Costa tropical favorisent une culture de fruits tropicaux exotiques uniques en Europe. C'est le cas du cherimoya, qui bénéficie d'une appellation d'origine et a fait de l'Espagne le premier producteur mondial de ce fruit.
Il y a aussi des cultures de papayes, avocats, mangues, goyaves, litchis, etc.
Une autre culture typique de la Costa tropical est la canne à sucre, étant le seul endroit  où cette dernière est cultivée de tout le continent européen.

## Tourisme
La côte tropicale est desservie par l'aéroport de Malaga situé à 75 km d'Almunecar.